# Philipp Baron
Philipp Baron (ur. 7 kwietnia 1986 w Klosterneuburgu) – austriacki kierowca wyścigowy.

## Kariera
Baron rozpoczął karierę w wyścigach samochodowych w roku 2002, od startów w Formule Renault Monza. Z dorobkiem 80 punktów uplasował się na ósmej pozycji w klasyfikacji generalnej. W późniejszych latach startował także we  Włoskiej Formule 3, Formule 3 Euro Series, Ferrari Challenge Europe (Trofeo Pirelli) - wicemistrz w 2009, mistrz w 2010 roku, Ferrari Challenge Italy (Trofeo Pirelli) oraz w Swedish GT (klasa GTA).
W Formule 3 Euro Series startował w latach 2003-2004 z włoską ekipą Team Ghinzani. Zarówno w pierwszym, jak i w drugim sezonie startów w ciągu odpowiednio 18 i 20 wyścigów, w których wystartował, nie zdobywał punktów. Został sklasyfikowany odpowiednio na 32 i 22 miejscu w klasyfikacji końcowej.